# Cyathea amboinensis
Cyathea amboinensis là một loài thực vật có mạch trong họ Cyatheaceae. Loài này được (Alderw.) Merr. mô tả khoa học đầu tiên năm 1917.